# Juberri
Juberri
(también Juverri)
es un pueblo de Andorra que se encuentra en la parroquia de San Julián de Loria.
En 2015 tenía censados 196 habitantes.
La altitud del núcleo del municipio es de 1281 metros sobre el nivel del mar. Está situado en la ribera izquierda del río Valira y junto al bosque de Juberri.
La iglesia de San Esteban de Juberri (en catalán: Sant Esteve de Juverri), que dependía de la iglesia de Arcavell, es de estilo románico y fue construida en los siglos XI y XII con planta rectangular y ábside semicircular.